# Wapen van Surhuisterveen

Wapen van Surhuisterveen

Het wapen van Surhuisterveen is het dorpswapen van het Nederlandse dorp Surhuisterveen, in de Friese gemeente Achtkarspelen. Het wapen werd in 1987 geregistreerd.

## Zie ook

Vlag van Surhuisterveen

## Beschrijving
De blazoenering van het wapen in het Fries luidt als volgt:
Yn goud in blauwe balke mei oer alles hinne in reade peal; yn 't earste en 't fjirde kertier in swarte turf, yn 't twadde in griene ikel, yn 't tredde in griene klaver. It skyld dutsen fan in gouden flekke-kroan fan trije blêden en twa pearels op in holbân, beset mei trije reade rútfoarmige en twa ovale griene ealstiennen.
De Nederlandse vertaling luidt als volgt:
In goud een blauwe balk met over alles heen een rode paal; in het eerste en het vierde kwartier een zwarte turf, in het tweede een groene eikel, in het derde een groene klaver. Het schild gedekt door een gouden vleckekroon met drie bladen en twee parels op een hoofdband, bezet met drie rode ruitvormige en twee ovale groene edelstenen.
De heraldische kleuren zijn: goud (geel), azuur (blauw), keel (rood), sabel (zwart) en sinopel (groen). Het schild wordt gedekt door een zogenaamde "vleckekroon".

## Symboliek
- Gouden vlak: verwijst naar de zandgrond waar het dorp op gelegen is.[3]
- Blauwe balk: staat voor de Feanster Feart, een vaart die door het dorp liep en belangrijk was voor de afvoer van gewonnen turf.
- Rode paal: duidt op de weg naar Opende die de Feanster Feart kruist.[3]
- Turven: het dorp ontstond als een veenkolonie in de 16e eeuw.
- Eikel: een verwijzing naar de ligging in de Friese Wouden.[2]
- Klaverblad: verbeeldt de graslanden ten zuiden van het dorp.[2]
- Kroon: het wapen wordt gedekt door een zogenaamde "vleckekroon", voorbehouden aan dorpen met stadse kenmerken.[1]

## Galerij

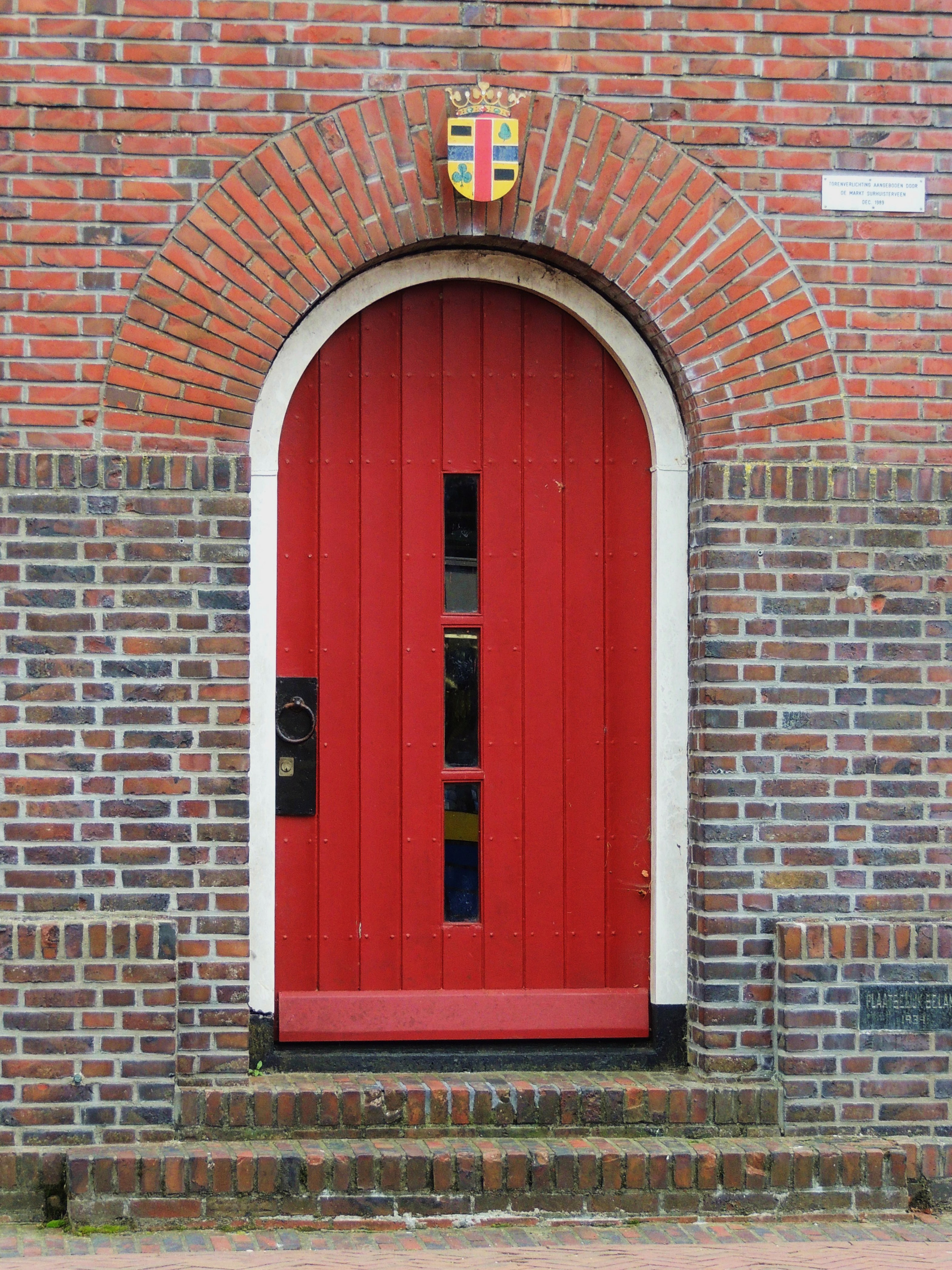
Het wapen van Surhuisterveen boven de ingang van de klokkentoren van Surhuisterveen.